# Schwammtauchen

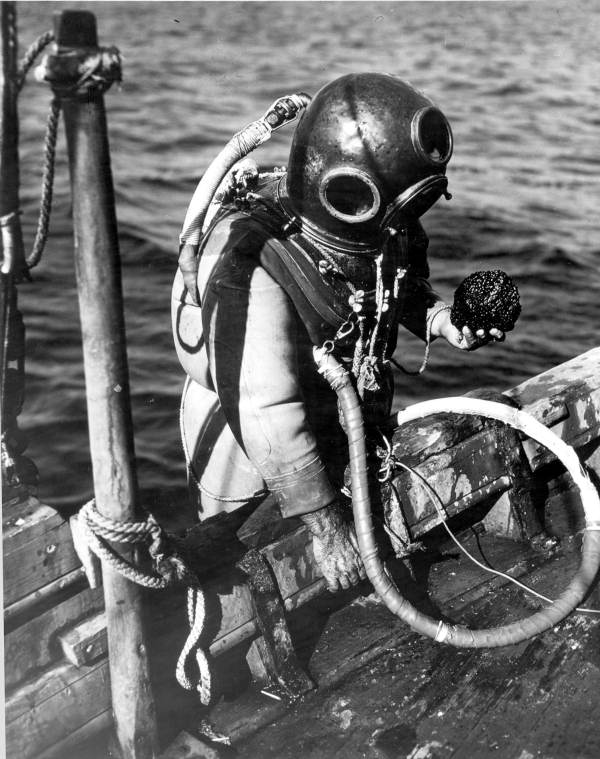
Schwammtaucher mit Schwamm, 1944 vor Tarpon Springs

Das Schwammtauchen ist die älteste bekannte Form des Tauchens. Sie dient seit mindestens 6.500 Jahren dazu, natürliche Schwämme für den menschlichen Gebrauch zu erhalten. Aufgrund der heutigen industriellen Fertigung von Schwämmen aus Polyurethan hat das Schwammtauchen an Bedeutung verloren und dient oftmals nur noch touristischen Zwecken.

## Hintergrund
Die aus Calciumcarbonat oder Siliciumdioxid bestehenden Sklerite der meisten Schwammarten machen sie zu rau für die meisten Anwendungen. Früher wurden praktisch nur der Gewöhnliche Badeschwamm (Spongia officinalis) und der Pferdeschwamm (Hippospongia equina) des Mittelmeeres als Badeschwamm verwendet. Seit Mitte des 19. Jahrhunderts sind die karibischen Arten Spongia barbara (engl. yellow sponge), Spongia graminea (grass sponge und glove sponge) und Hippospongia lachne (sheepswool sponge) sowie Hippospongia gossypina (velvet sponge) und die reef sponges Spongia pertusa und Spongia tubulifera dazugekommen.
Es ist nicht bekannt, wann genau der Schwamm ein Artikel des Gebrauchs wurde. In antiken griechischen Schriften erwähnen Platon und Homer den Schwamm als ein Objekt, das zum Baden genutzt wird. Durch den Handel verwendeten auch Europäer weiche Schwämme für viele Zwecke, einschließlich Polsterungen für Helme, portabler Trinkutensilien und Wasserfilter. Bis zur Erfindung des synthetischen Schwamms wurden sie für die Reinigung von Werkzeugen, zum Auftragen von Farben und keramischen Glasuren, aber auch als Verhütungsmittel verwendet. In der Mitte des 20. Jahrhunderts standen jedoch durch Überfischung sowohl die Schwämme als auch die Branche kurz vor dem Aussterben.
Die meisten Gegenstände mit einer schwammartigen Struktur werden heutzutage vollsynthetisch hergestellt, was primär auf die geringeren Kosten zurückzuführen ist.

## Geschichte
Archäologische Funde beweisen, dass schon 4.500 v. Chr. Apnoetaucher in Ostasien, Indien und im Arabischen Meer nach Perlen, Perlmutt, Korallen und Schwämmen tauchten. In Europa gab es erste Anzeichen für das professionelle Tauchen ab ca. 2.500 v. Chr. als griechische Schwammtaucher begannen, die Schwämme in großen Mengen zu ernten.

### Mittelmeer
Besonders in Griechenland erlangte die Schwammtaucherei eine hohe Bedeutung. Zurückzuführen ist dies nicht nur auf das generelle Vorkommen geeigneter Schwämme, sondern auch auf die dortigen geographischen Gegebenheiten: Auf der Insel Kalymnos etwa konnten nur 18 % des steilen vulkanischen Landes kultiviert werden, sodass die wichtigsten Berufe der Handel, der Bootsbau und die Schwammtaucherei waren. Diese war vielleicht das älteste Gewerbe auf der Insel. Das Schwammtauchen begünstigte die soziale und wirtschaftliche Entwicklung der Insel, wobei das Apnoetauchen für das „Ernten“ der Schwämme genutzt wurde. Kalymnos war das wichtigste Zentrum der Schwammproduktion in der Ägäis und noch heute lässt sich dieser traditionelle Beruf, zusammen mit passenden Ausstellungen und anderer lokalen Folklore, in drei lokalen Museen begutachten.
Die Besatzung fuhr in einem kleinen Boot aufs Mittelmeer und verwendete ein zylindrisches Objekt mit einem Glasboden, um den Meeresboden auf Schwämme absuchen zu können. Wenn einer gefunden wurde, ging ein Taucher über Bord, um ihn zu holen. Apnoegetaucht wurde meist nackt und mit Hilfe eines 15 Kilogramm schweren Skandalopetras, einem mit Seil am Schiff festgebundenen abgerundeten Stein, der ein schnelles Abtauchen bis an den Grund ermöglichte. Der Taucher schnitt dann den Schwamm vom Boden ab und legte ihn in ein spezielles Netz. Tiefe und Tauchzeit waren also von der Lungenkapazität des Tauchers abhängig. Sie gelangten oft bis in etwa 30 Metern Tiefe für bis zu fünf Minuten.
Da, wo es möglich war, wie z. B. bei Nauplia, löste man die Schwämme mittels eines an einer langen Stange befestigten Eisens los. Die heraufgebrachten Badeschwämme wurden sofort durch Auswaschen mit Wasser von dem Schleim, der Sarkode, befreit, gereinigt und dann getrocknet. Betrügerischerweise konnten sie noch mit feinem Sand eingerieben werden, um ihr Gewicht zu erhöhen, der dann an den Einfuhrplätzen erst wieder ausgewaschen werden musste.

### Karibik
Die idealen Wachstumsbedingungen in den warmen, flachen, durch Riffe geschützten Gewässern der Bahamas gestatteten es, dort weitflächig Schwämme zu „ernten“. Deren Gewinnung begann in den 1830er Jahren, ab 1841 wurde die Ausfuhr sogenannten Bahamaschwämme zu einem großen Geschäft. 1890 waren Schwämme bereits zum wichtigsten Exportgut der Bahamas aufgestiegen. Nicht ganz so bedeutend war die Schwammtaucherei in den Florida Keys, oft von griechischen Einwanderern betrieben.

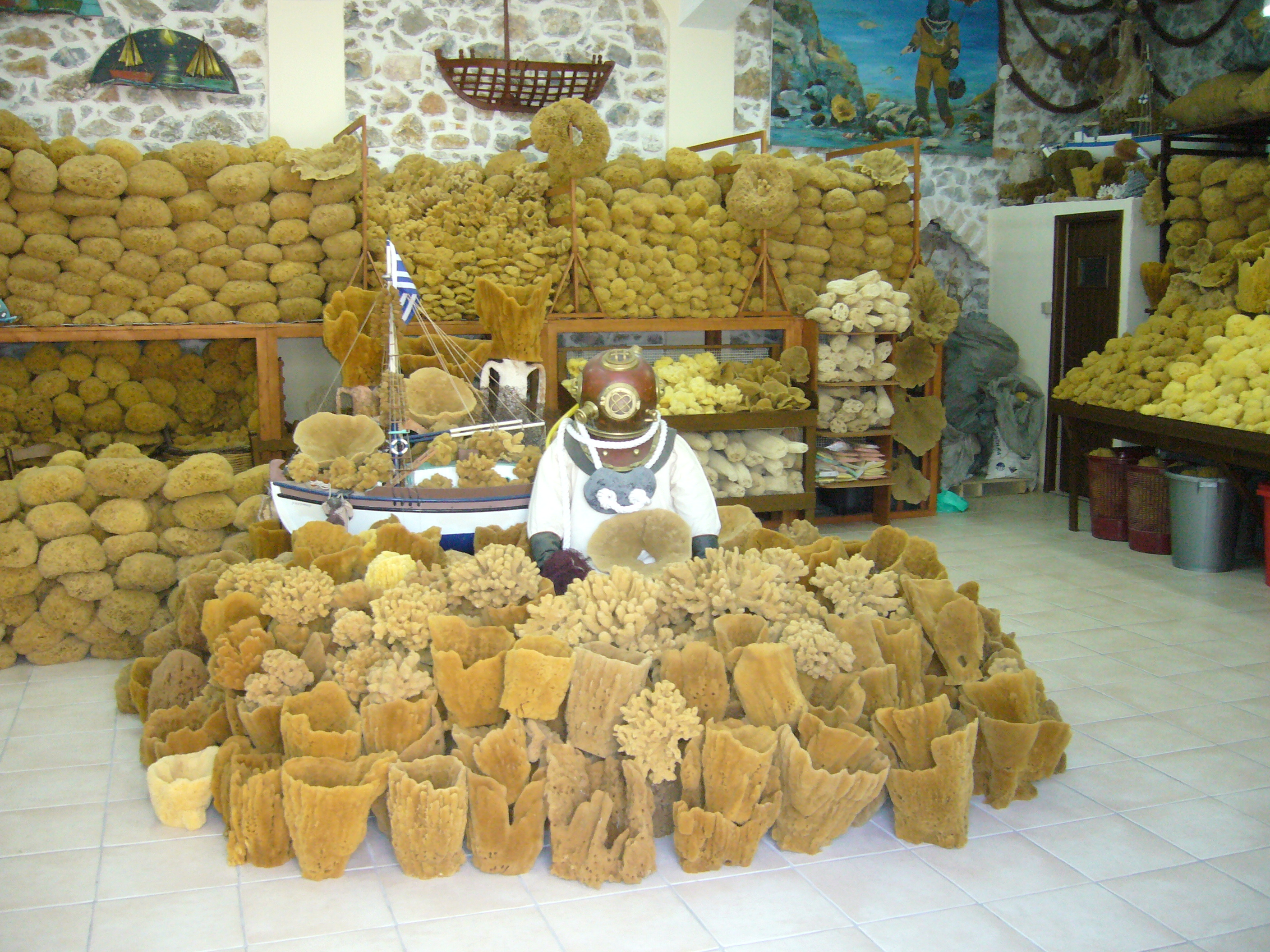
Angebot von natürlichen Schwämmen auf Kalymnos in Griechenland
Schwammtaucher um 1900 in Tarpon Springs, Florida
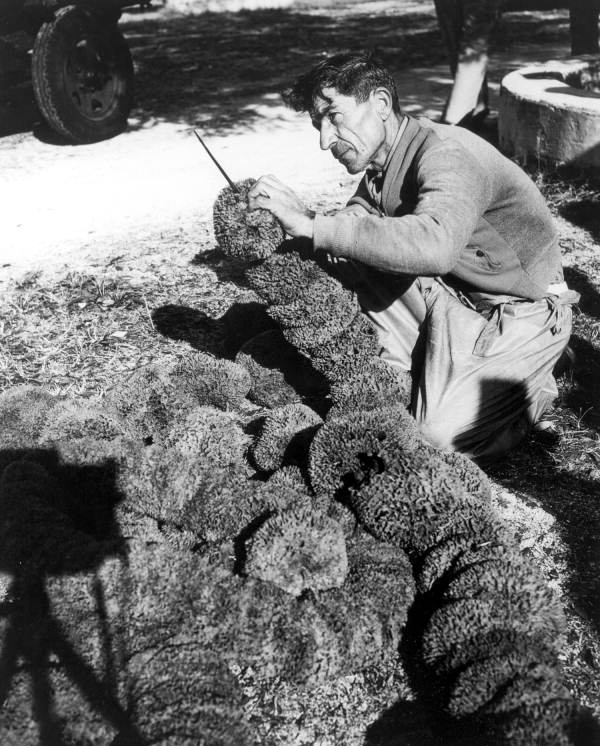
Ein Schwammfischer fädelt Schwämme zum Trocknen auf.
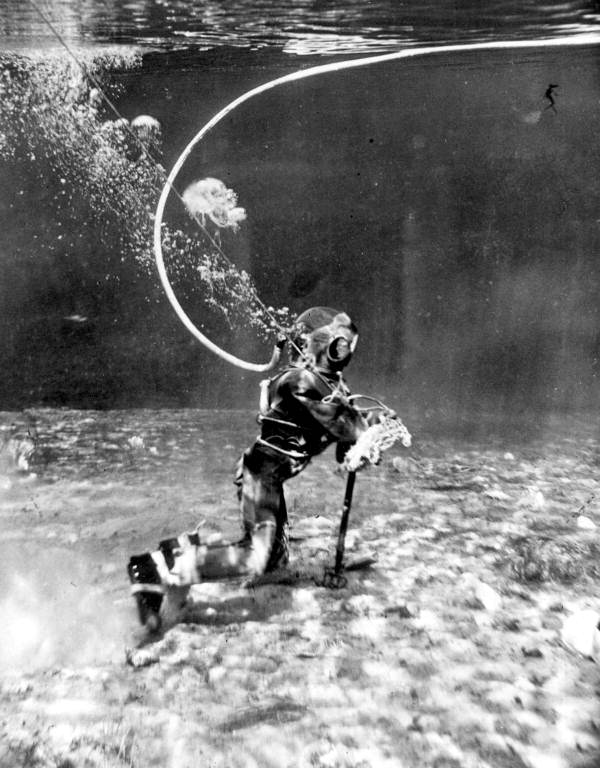
Schwammtaucher unter Wasser, 1946 in Florida (Foto: Hamilton Wright)